# Doncaster Rovers Football Club
El Doncaster Rovers Football Club és un club de futbol anglès de la ciutat de Doncaster, South Yorkshire.

## Història

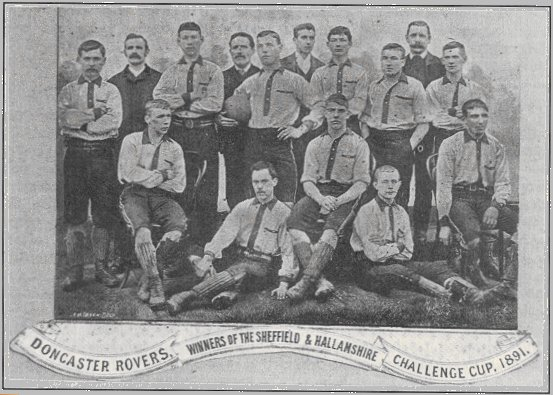
Equip del Doncaster Rovers que guanyà la Sheffield and Hallamshire Challenge Cup el 1891.

El club nasqué l'any 1879, fundat per Albert Jenkins, un muntador del Great Northern Railway. Als voltants de 1885 el club s'inicià en el professionalisme. La seva primera participació a la FA Cup fou la temporada 1888-89. La temporada 1890-91 fou membre fundador de la Midland Alliance League, essent segon. La següent temporada ingressà a la Sheffield and Hallamshire FA Challenge Cup, essent campió. La mateixa temporada ingressà a la Midland League, en la qual fou campió el 1896-97 i 1898-99. El club fou escollit per jugar a la Football League per primer cop l'any 1901. En aquesta primera temporada assolí la seva millor classificació històrica, la setena posició a la Segona Divisió. Dues temporades més tard retornà a la Midland League, essent, per la temporada 1904-05, novament escollit per jugar a la Segona Divisió de la Football League. Novament fou expulsat de la Lliga, ingressant a la Midland League fins a la temporada 1922-23. Aquesta temporada fou novament admès a la Football League, aquest cop a la Third Division North.

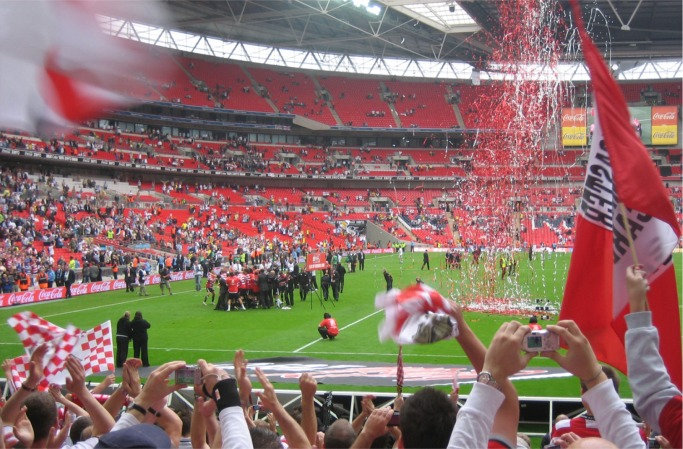
El Doncaster Rovers celebra la victòria davant el Leeds United a l'eliminatòria final de la Football League One el 25 de maig de 2008 a Wembley.

El club ha jugat majoritàriament a la Tercera Categoria de la Football League, on ha estat campió diversos cops. Les temporades 1935-36 a 1936-37 jugà a Segona. Hi tornà la temporada 1947-48, i entre 1950 i 1958. L'any 1959 descendí, això no obstant, per primer cop a la Quarta Divisió. Entre les temporades 1998-99 i 2002-03 passà a disputar la cinquena categoria del futbol anglès, la Football Conference. Des d'aleshores el club entrà en una fase d'ascens que el portà l'any 2007 a guanyar el Football League Trophy, i a assolir la Segona Divisió l'any 2008, categoria en la qual no jugava des de la dècada de 1950. El 27 d'abril de 2013 es proclamà campió de la Football League One, obtenint novament l'ascens a la Segona Divisió (Football League Championship).
Actualment en la temporada 2018-19 juga a la Football League One després d'haver patit dos descens i un ascens.

## Trajectòria
El Doncaster Rovers ha jugat a les següents lligues i categories:
- 1890-91: Midland Alliance League
- 1891-92 a 1900-01: Midland Football League
- 1901-02 a 1902-03: Football League 2a Categoria
- 1903-04: Midland Football League
- 1904-05: Football League 2a Categoria
- 1905-06 a 1922-23: Midland Football League
- 1923-24 a 1934-35: Football League 3a Categoria
- 1935-36 a 1936-37: Football League 2a Categoria
- 1937-38 a 1946-47: Football League 3a Categoria
- 1947-48: Football League 2a Categoria
- 1948-49 a 1949-50: Football League 3a Categoria
- 1950-51 a 1957-58: Football League 2a Categoria
- 1958-59: Football League 3a Categoria
- 1959-60 a 1965-66: Football League 4a Categoria
- 1966-67: Football League 3a Categoria
- 1967-68 a 1968-69: Football League 4a Categoria
- 1969-70 a 1970-71: Football League 3a Categoria
- 1971-72 a 1980-81: Football League 4a Categoria
- 1981-82 a 1982-83: Football League 3a Categoria
- 1983-84: Football League 4a Categoria
- 1984-85 a 1987-88: Football League 3a Categoria
- 1988-89 a 1997-98: Football League 4a Categoria
- 1998-99 a 2002-03: Football Conference 5a Categoria
- 2003-04: Football League 4a Categoria
- 2004-05 a 2007-08: Football League 3a Categoria
- 2008-09 a 2011-12: Football League 2a Categoria
- 2012-13: Football League 3a Categoria
- 2013-14 a Present: Football League 2a Categoria

## Uniforme
Els colors del club han estat tradicionalment el vermell i el blanc a franges horitzontals.

## Estadis

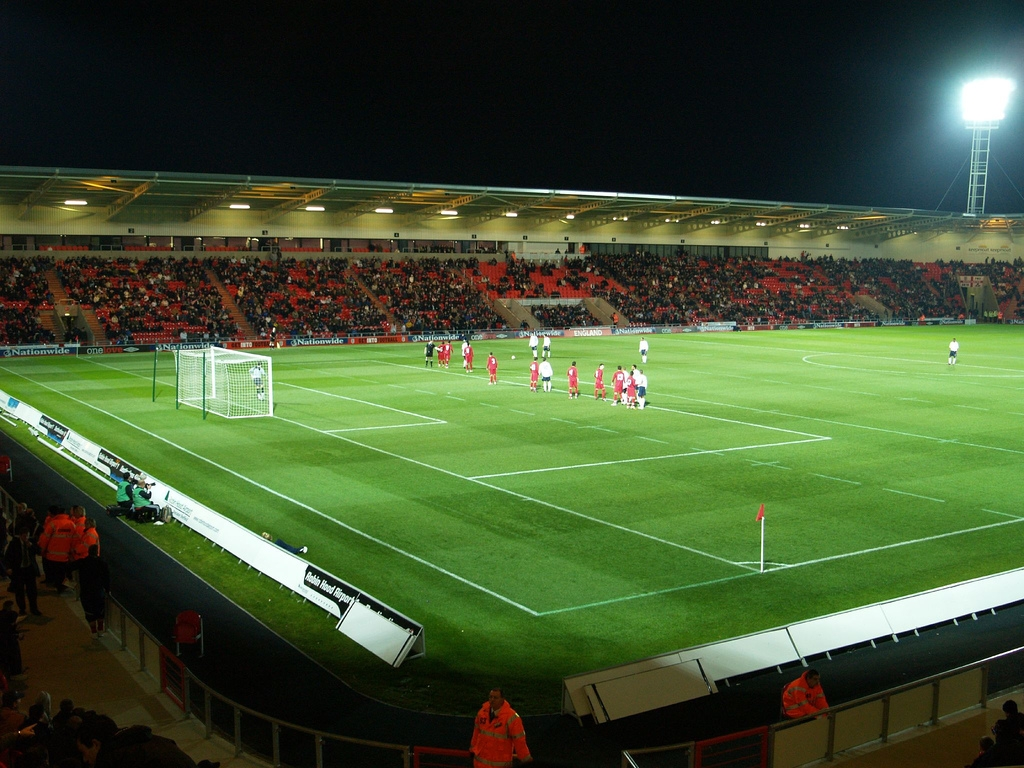
Actual seu del Doncaster Rovers - el Keepmoat Stadium.

## Estadis[14]
- 1885-1915: Intake Ground
- 1920-1922: Bennetthorpe Ground
- 1922-2006: Low Pasture, Belle Vue
- 2007-present: Keepmoat Stadium

## Palmarès
- Tercera Divisió anglesa:
  - 2012-13

- Tercera Divisió anglesa Nord:
  - 1934-35, 1946-47, 1949-50

- Quarta Divisió anglesa:
  - 1965-66, 1968-69, 2003-04

- Midland Football League:[15]
  - 1896-97, 1898-99

- Football League Trophy:
  - 2006-07

- Sheffield and Hallamshire Senior Cup:
  - 1890-91, 1911-12, 2000-01, 2001-02

- Sheffield and Hallamshire County Cup:
  - 1935-36, 1937-38, 1940-41, 1955-56, 1967-68, 1975-76, 1985-86

- Conference Cup:
  - 1998-99, 1999-00

- Wharncliffe Charity Cup:
  - 1922-23